# Rhynchospora emaciata
Rhynchospora emaciata là loài thực vật có hoa trong họ Cói. Loài này được (Nees) Boeckeler miêu tả khoa học đầu tiên năm 1869 publ. 1870.